# Чичеринский сельсовет
Чичеринский сельсовет — сельское поселение в Токарёвском районе Тамбовской области Российской Федерации.
Административный центр — деревня Чичерино.

## История
Статус и границы сельского поселения установлены Законом Тамбовской области от 17 сентября 2004 года № 232-З «Об установлении границ и определении места нахождения представительных органов муниципальных образований в Тамбовской области».

## Население
| 2010  | 2012  | 2013  | 2014  | 2015  | 2016  | 2017  |
| ----- | ----- | ----- | ----- | ----- | ----- | ----- |
| 636   | ↘634  | ↗635  | ↗1108 | ↗1677 | ↘1637 | ↘1592 |
| 2018  | 2019  | 2020  | 2021  |       |       |       |
| ↘1545 | ↘1484 | ↘1446 | ↗1612 |       |       |       |

## Состав сельского поселения
| №  | Населённый пункт | Тип населённого пункта          | Население |
| -- | ---------------- | ------------------------------- | --------- |
| 1  | Васильевка       | село                            | ↘280      |
| 2  | Красный          | посёлок                         | ↘133      |
| 3  | Львово           | село                            | ↘134      |
| 4  | Малая Ящерка     | деревня                         | 79        |
| 5  | Малый Бурначёк   | деревня                         | ↘71       |
| 6  | Мамонтово        | село                            | 47        |
| 7  | Марьевка         | деревня                         | 10        |
| 8  | Остроухово       | село                            | ↘93       |
| 9  | Павловка         | деревня                         | 15        |
| 10 | Петровское       | деревня                         | ↘358      |
| 11 | Чичерино         | деревня, административный центр | ↘393      |

Постановлением Тамбовской областной Думы от 22 апреля 2015 года № 1450 были объединены фактически слившиеся населённые пункты — село Львово и деревня Петровское — в единый населённый пункт с сохранением за ним наименования село Львово.